# Spasoje Nikolić
Spasoje Nikolić (Bitola, 6 maggio 1922 – Creil, 14 ottobre 1978) è stato un calciatore e allenatore di calcio jugoslavo, di ruolo attaccante.

## Carriera
Vinse una Coppa di Francia con il Racing Club Parigi.

## Palmarès

### Club
- Coppa di Francia: 1

Racing Club Paris: 1948-1949